# Male Ladîjîne (Vasîlivka), Poltava
Male Ladîjîne (în ucraineană Мале Ладижине) este un sat în comuna Vasîlivka din raionul Poltava, regiunea Poltava, Ucraina.

## Demografie
Componența lingvistică a localității Male Ladîjîne
     Ucraineană (95,71%)
     Rusă (4,29%)
Conform recensământului din 2001, majoritatea populației localității Male Ladîjîne era vorbitoare de ucraineană (95,71%), existând în minoritate și vorbitori de rusă (4,29%).